# Omoide no Marnie
Omoide no Marnie (思い出のマーニー, Omoide no Mānii, Memórias de Marnie (título em Portugal) ou As Memórias de Marnie (título no Brasil)) é um filme japonês de animação escrito e dirigido por Hiromasa Yonebayashi, produzido pelo Studio Ghibli, e baseado no romance When Marnie Was There escrito por 'Joan G. Robinson. Foi lançado no Japão em 19 de julho de 2014. Foi o último filme do Studio Ghibli antes do anúncio da divisão cinematográfica após o filme O Conto da Princesa Kaguya, e a aposentadoria de Hayao Miyazaki, um ano antes do lançamento do filme. Foi um dos escolhidos para concorrer ao Óscar 2016 na categoria Melhor Filme de Animação.

## Enredo
A protagonista Anna Sasaki de 12 anos idade, vive em Sapporo.
Anna desenha um quadro das crianças brincando, para seu trabalho escolar. Olhando para cima, ela se compara ao grupo de meninas rindo e conversando entre si, e durante o desenho, ela começa a tossir, e desmaia.
Em casa, ela vê um médico. Yoriko, revela que Anna sofre de asma e que ela não tem nenhum amigo. Yoriko explica ao médico que parece que Anna, recentemente se tornou mais sombria e isolada do mundo. Para ajudar Anna, Yoriko decide enviá-la para longe do ar poluído de Sapporo, para uma pequena aldeia nas margens do norte de Hokkaido para ficar com seus parentes, Kiyomasa e Setsu no verão.
Ela se reúne com Anna e a leva para casa, mostrando um silo antigo na colina, onde há rumores de que fantasmas saem à noite. Anna escreve um cartão postal para Yoriko e vai até o correio para enviá-la. Lá, ela encontra uma garota. Anna foge dela, caindo de algumas escadas para a costa de uma baía. Ela vê uma grande mansão velha do outro lado e fica atraída por ela. Ela tira os sapatos e vai andando através da água para a casa abandonada. Anna então dorme ao descobrir que a maré subiu, já que ela não tem nenhuma maneira de regressar assim, mas em seguida, um homem velho regressa ao local. Anna vê todas as luzes da casa vindo em direcção a ela.
Anna fala com Setsu e Kiyomasa sobre a casa e eles dizem que o povo na aldeia chamam ela de Casa Marsh e que ela não poderia ter visto as luzes, porque ninguém morou mais lá desde a família de estrangeiros que viviam lá há décadas atrás. Naquela noite, Anna tem um sonho estranho, onde ela caminha para a casa novamente, mas ela é interrompida por uma onda e vê uma menina loira que tem seu cabelo escovado por uma mulher idosa através da janela. Depois de passar o tempo desenhando a casa no lago por dias, Setsu quer que ela participe de uma missão na casa de um amigo. Enquanto estava lá, o amigo de Setsu convida Anna para o festival de Tanabata, e Setsu aceita.
No festival, a filha do amigo de Nobuko, comenta que os olhos de Anna tem uma tonalidade azul, fazendo-a parecer uma estrangeira. Anna insulta a menina e foge do festival. Ela fica perto da Casa Marsh sem perceber, e logo tem flashback de quando era mais nova, sentada em uma cadeira com os membros da família tentando encontrar alguém para cuidar dela, mas ninguém a queria. Ela começa a chorar, e percebe que tem um barco esperando por ela com uma vela acesa. Ela decide levar o barco para fora, mas do outro lado, as luzes da casa vão até ela e o barco começa a se mover em direcção à casa por conta própria. A menina loira que Anna vê em seus sonhos aparece. Anna pergunta o nome dela e ela responde: "Marnie. Pensei que você soubesse." As duas logo se tornam amigas, e prometem "manter as duas de nós um segredo", para sempre.
Marnie se torna a primeira pessoa que Anna se abre, mas um dia Marnie e tudo na casa desaparece. Anna regressa a vida de desenhar na solidão por uma semana, então se depara com uma mulher chamada Hisako, que está pintando a casa de Marnie em uma encosta. Ela diz a Anna que vai precisar terminá-la rapidamente, como uma família está comprando e fazendo a renovação na casa. Assustada, Anna corre para a casa, e uma menina olha para fora da janela azul, chamando por ela: "Você é Marnie?" A menina, Sayaka, explica que ela encontrou o diário de Marnie em seu quarto, e uma vez Anna estava sempre olhando para sua janela, ela até disse que ela era Marnie. Depois de Anna ler o diário de mais de 70 anos, ela percebe que tudo o que ela tem sido através de Marnie está tudo escrito lá, palavra por palavra, escapando à noite para a festa. Sayaka e Anna se tornam amigas, e tentam descobrir o que ou quem realmente é Marnie.
Um dia, Marnie reaparece, enquanto as duas vão a colheita de cogumelos, elas revelam seus maiores segredos uma para a outra: Anna foi adoptada, através de um documento revelando que Yoriko não é sua mãe verdadeira, ela recebe pagamentos mensais em troca de cuidar dela. Esta é a causa de sua depressão, como ela sente que Yoriko não a ama, e não estaria tomando conta dela, se ela não estava sendo paga.
Marnie conforta-a em seguida, dizendo que ela é triste e se sentia sozinha porque seus pais muitas vezes a deixavam por longos períodos de tempo com a babá que abusava dela, mantendo-a trancada em seu quarto, escovando os cabelos dela com tanta violência. Seu maior medo é o silo na colina, a babá e as empregadas trancaram ela sozinha durante uma tempestade. Anna decide ajudar Marnie e as duas vão para o silo para conquistar seu medo, mas Marnie desaparece no caminho até lá. Anna encontra Marnie no topo do silo, tremendo de medo. Marnie corre para Anna e abraça dizendo "Kazuhiko, Kazuhiko". Anna tenta fazer com que Marnie saia de lá, mas ela diz que não pode. Ela finalmente desaparece novamente, deixando Anna na chuva até que ela fica febril e cai no lado da estrada. Sayaka e seu irmão encontram-a e a levam de volta para a casa de Setsu onde ela se recupera.
Em um sonho, Anne vê Marnie novamente pela janela, e pergunta por que ela a abandonou em um momento de necessidade. Marnie pede desculpas à Anna e diz adeus, e Anna a perdoa.
Poucos dias depois, Sayaka vê as páginas faltando que achou do diário, descrevendo o incidente do silo, e como o amigo de infância de Marnie Kazuhiko veio resgatá-la. Sayaka também tem uma pintura, ela descobriu que é assinado "Para Marnie, de Hisako." Reconhecendo o nome, Anna e Sayaka mostram o diário à idosa e que encontraram a pintura na colina, pedindo mais informações sobre Marnie.
Hisako recorda como ela e Marnie eram melhores amigos quando crianças e ficaram juntos o tempo todo, até no incidente do silo. Após Kazuhiko a salvar, Marnie e Kazuhiko se aproximavam, casaram e tiveram uma filha chamada Emily. Kazuhiko morreu mais tarde devido a uma doença e logo depois Marnie teve de ser colocada em um sanatório. Emily foi colocado em um colégio interno, quando ela tinha 13 anos de idade, e quando Marnie estava bem o suficiente para sair, Emily tinha crescido e fugiu com um homem enquanto estava grávida. Emily e seu marido foram mortos em um acidente de carro, deixando a filha sob os cuidados de Marnie, a avó da menina. Marnie cuidou da neta com amor, mas morreu no ano seguinte, e a menina foi adoptada.
Yoriko vai buscar Anna no final do verão. Ela fica feliz em ver que Anna está ficando muito melhor e conseguiu fazer amizade com Sayaka. Yoriko diz que ela estava sozinha e olhando as fotos antigas, enquanto Anna se foi, ela encontrou uma foto antiga da Casa Marsh que foi feita pela avó de Anna. Anna vira a foto e encontra a assinatura "Meu lugar favorito. Marnie". Anna percebe que Marnie foi sua avó.
Anna diz adeus a todos, dizendo a Sayaka que ela estará de volta no próximo verão e mostra Hisako, sua mãe adoptiva, chamando-a de "Mãe" em vez de "minha guardiã", e diz que Hisako  "tem um anúncio maravilhoso" para fazer quando chegasse em casa. Voltando para Sapporo, ela olha para trás e vê Marnie acenando para ela de na janela azul da casa antes de desaparecer pela última vez.

## Elenco
- Sara Takatsuki (高月 彩良, Takatsuki Sara) como Anna Sasaki (佐々木 杏奈, Sasaki Anna)
- Kasumi Arimura (有村 架純, Arimura Kasumi) como Marnie (マーニー, Mānī)
- Hana Sugisaki (杉咲 花, Sugisaki Hana) como Sayaka (彩香)[4]
- Hitomi Kuroki (黒木 瞳, Kuroki Hitomi) como Hisako (久子)
- Moryama Ryoko (森山 良子, Moriyama Ryoko) como Senhora Idosa (老婦人, Roufujin)
- Nanako Matsushima (松嶋 菜々子, Matsushima Nanako) como Yoriko Sasaki (佐々木 頼子, Sasaki Yoriko)
- Susumu Terajima (寺島 進, Terajima Susumu) como Kiyomasa Oiwa (大岩 清正, Oiwa Kiyomasa)
- Toshie Negishi (根岸 季衣, Negishi Toshie) como Setsu Oiwa (大岩 セツ, Oiwa Setsu)
- Kazuko Yoshiyuki (吉行 和子, Yoshiyuki Kazuko) como Babá (ばあや, Baaya)
- Ken Yasuda (安田 顕, Yasuda Ken) como Toichi (十一)
- Yo Oizumi (大泉 洋, Oizumi Yo) como Médico Yamashita (山下医師, Yamashita Ishi)
- Takuma Otoo (音尾 琢真, Otoo Takuma) como Director da Associação de Moradores (町内会役員, Chounaikai Yakuin)
- Hiroyuki Morisaki (森崎 博之, Moriyuki Hirosaki) como Professor de Arte (美術教師, Bijutsu Kyoushi)

## Música
"Fine on the Outside" (Lit. Bem do Lado de Fora) é o single da cantora estadunidense Priscilla Ahn. Apresentou a canção, "Fine on the Outside", como tema musical do filme "Omoide no Marnie" do Studio Ghibli de 2014, tal como as canção "This Old House", foi tema musical do "When Marnie Was There x Yohei Taneda Exhibition" que foi realizada no Museu Edo-Tokyo Museum entre 27 de julho de 2014 até 15 de setembro de 2014.

### Antecedentes
Priscilla Ahn cresceu como uma menina que estava sem amigos e sozinha, e assim a música, filmes, livros, e sua guitarra, se tornaram seus únicos amigos. Ela se descreve como "literalmente sento na minha cama e olho para fora da janela durante a noite para a lua, e me pergunto se eu era amada... Se alguém iria perder-me se eu fosse embora."  Isso a levou a escrever "Fine on the Outside" em 2005, mas ela lançou devido às letras serem muito pessoal, abertas e vulneráveis, e porque ela não queria ter que mudar a música de alguma forma para fazê-la caber com seus outros álbuns. Como uma grande fã do Studio Ghibli, ela leu o romance original "When Marnie was There" após anunciarem que eles estavam trabalhando em uma adaptação do filme, logo viram Anna e decidiram apresentar a canção para o estúdio. O produtor do filme, Yoshiaki Nishimura entrou em contacto com ela logo depois do dizendo o quanto ele amou a música, e tinha sido oficialmente escolhida como tema musical do filme.

### Lançamento
Foi lançado no Japão em CD single e single digital em 2 de julho de 2014.

### Lista de faixas
1. "Fine on the Outside"  – 4:12
2. "This Old House" – 3:19
3. "Fine on the Outside (Original Karaoke)"  – 4:12

### Just Know That I Love You
"Just Know That I Love You", também conhecido como Anata no Koto ga Daisuki (あなたのことが大すき, , lit. "Eu te Amo") no Japão,  é um álbum da artista e musicista norte-americana Priscilla Ahn. Apresentou as canções, "Fine on the Outside" e "This Old House" que foram destaque em seu single anterior, tal como as outras canções inspiradas e escritas por Priscilla Ahn do filme "Omoide no Marnie".

#### Lançamento
Foi lançado em CD no Japão, e em 113 países em todo o mundo como download digital na iTunes Store em 16 de julho de 2014.

#### Lista de faixas
1. "Fine on the Outside"  – 4:12
2. "Deep Inside My Heart"  – 3:43
3. "Pretty Dress"  – 2:23
4. "I See You"  – 3:58
5. "Marnie"  – 3:07
6. "This Old House" – 3:18
7. "With You"  – 3:45
8. "You're A Star"  – 3:45
9. "Waltzing Memories"  – 3:31
10. "I Am Not Alone"  – 4:12

### Memórias de Marnie Trilha Sonora (Coleção Musical)
"When Marnie Was There Soundtrack Music Collection", também conhecido como Omoide no Marnie Santora Ongaku Shuu (思い出のマーニーサントラ音楽集) no Japão,  é o álbum de banda sonora e image song que foi lançado em CD no Japão e em 113 países em download digital no iTunes Store em 16 de julho de 2014. A primeiro disco "Image Song" apresenta as músicas compostas para expressar a personalidade dos personagens e sentir os lugares no filme. O segundo disco apresenta toda a música de fundo para o filme, junto com o tema de encerramento, "Fine On The Outside".

#### Lista de faixas

##### Disco 1
| N.º            | Título                                                    | Duração |  |
| 1.             | "O Lar de Oiwa (大岩さんの家, Oiwa-san no Ie)"            | 3:36    |  |
| 2.             | "Maré alta, Maré Baixa (潮の満ち引き, Shio no Michihiki)" | 3:43    |  |
| 3.             | "Ana (杏奈)"                                              | 3:38    |  |
| 4.             | "Marnie (マーニー)"                                       | 4:37    |  |
| 5.             | "Sonho de Sayaka (彩香の夢, Sayaka no Yume)"              | 2:23    |  |
| 6.             | "Ana (Versão Piano) (杏奈（ピアノバージョン）)"           | 3:54    |  |
| Duração total: | Duração total:                                            | 21:50   |  |

##### Disco 2
| N.º            | Título                                                                                        | Duração |  |
| 1.             | "Um Rosto Comum (「普通の顔」, 'Futsuu no Kao')"                                              | 1:40    |  |
| 2.             | "Jornada de Ana (杏奈の旅立ち, Anna no Tabidatsu)"                                            | 1:42    |  |
| 3.             | "Colocando um Cartão Postal (ハガキを出しに, Hagaki wo Dashi ni)"                             | 2:00    |  |
| 4.             | "A Casa do Pântano (しめっち屋敷, Shimecchi Yashiki)"                                         | 2:09    |  |
| 5.             | "A Luz Está Acesa! (「明かりがついてる！」, 'Akari ga Tsuiteru!')"                            | 0:23    |  |
| 6.             | "Rapariga da Janela Azul (青い窓の少女, Aoi Mado no Shoujo)"                                  | 0:57    |  |
| 7.             | "Esboçar no Barco (ボートの上でスケッチ, Boat no Ue de Sketch)"                               | 0:43    |  |
| 8.             | "Levantou-se a Menina! (少女は立ち上がった！, Shoujo wa Tachiagatta!)"                        | 0:39    |  |
| 9.             | "Sou o que Sou (「わたしはわたしのとおり」, Watashi wa Watashi no Toori)"                     | 0:59    |  |
| 10.            | "Quando Segurei Uma Boneca (人形を抱いていた頃, Ningyou wo Daiteita Koro)"                    | 0:47    |  |
| 11.            | "Isso Não é um Sonho (「夢じゃないわ！」, 'Yume Janai Wa!')"                                  | 3:25    |  |
| 12.            | "Num Barco a Dois (ボートの上の2人, Boat no Ue no Futari)"                                    | 1:47    |  |
| 13.            | "Três Perguntas Cada (質問は3つずつ, Shitsumon wa Mitsu Zutsu)"                               | 1:14    |  |
| 14.            | "A Festa (パーティ会場, Party Kaijou)"                                                        | 1:45    |  |
| 15.            | "Dança de Kazuhiko e Marnie (和彦とマーニーのダンス, Kazuhiko to Marnie no Dance)"            | 2:22    |  |
| 16.            | "Vamos dançar!, Tu e Eu! (「あたしたちも踊りましょう！」, 'Watashitachi mo Odorimashou!')"    | 1:57    |  |
| 17.            | "Enquanto Cortas os Tomates (トマトを切りながら, Tomato wo Kirinagara)"                       | 1:14    |  |
| 18.            | "Pintura de Hisako (久子の絵, Hisako no E)"                                                   | 0:37    |  |
| 19.            | "Diário Azul (青い日記, Aoi Nikki)"                                                           | 2:43    |  |
| 20.            | "A Floresta de Cogumelos (キノコの森, Kinoko no Mori)"                                        | 1:21    |  |
| 21.            | "Confissão a Dois (2人の告白, Futari no Kokuhaku)"                                            | 3:38    |  |
| 22.            | "Como Tivéssemos Trocado de Lugar! (「入れ変わっちゃったみたい！」, 'Irekawacchatta Mitai!')" | 0:57    |  |
| 23.            | "Ana Corre na Tempestade (杏奈、嵐の中を走る, Anaa, Arashi no Naka wo Hashiru)"               | 0:46    |  |
| 24.            | "Um Desejo Final (最後のお願い, Saigo no Onegai)"                                             | 2:52    |  |
| 25.            | "História da Hisako 1 (久子の話1, Hisako no Hanashi 1)"                                       | 3:13    |  |
| Duração total: | Duração total:                                                                                | 49:29   |  |

## Recepção
O filme ficou em terceiro lugar, arrecadando ¥379 milhões durante sua semana de estreia no Japão. No quarto final de semana, o filme arrecadou ¥2.08 bilhões, com um adicional de ¥930 milhões nos dois fins de semana próximos, e teve um total de ¥3.63 bilhões em seu oitavo fim de semana.

## Lançamento
O filme foi lançado no Japão em 19 de julho de 2014. E também será lançado em Blu-Ray e DVD no Japão em 18 de março de 2015. Em 14 de janeiro de 2015, a distribuidora Guerrilla Kids International Distribution Syndicate anunciou que vai distribuir o filme para os Estados Unidos. O filme foi exibido no New York International Children's Film Festival em 27 de fevereiro de 2015.